# 바이오플라스틱

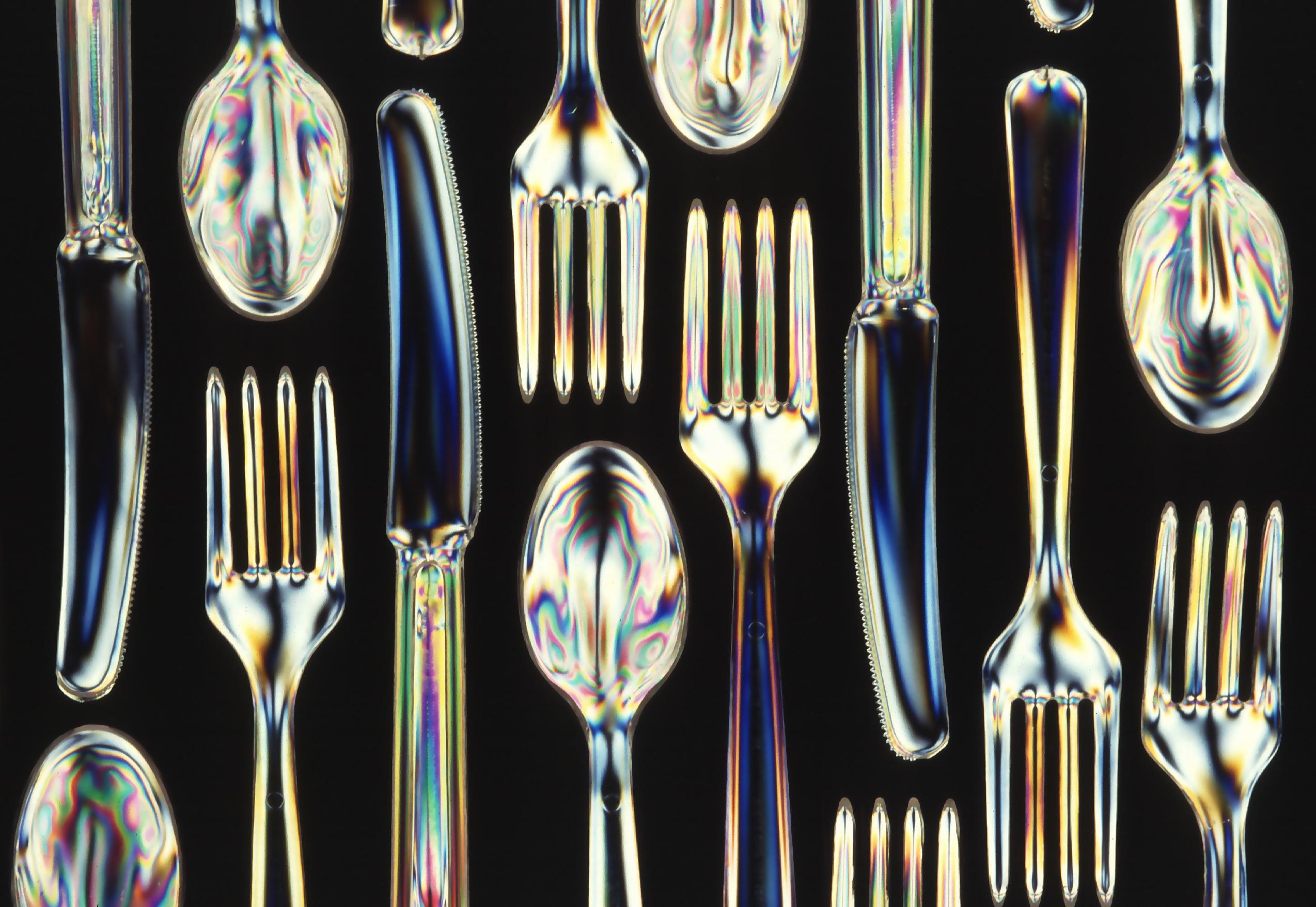
생분해성 플라스틱으로 만들어진 식기구

바이오플라스틱(영어: bioplastic)은 재생가능한 원재료로 만들어지는 플라스틱을 말한다. 이 중에는 세균에 의해서 분해되는 생분해성 플라스틱도 있지만 석유나 천연가스 등 화석원료 기반의 단량체로부터 만들어지는 플라스틱과 대비되는 개념이다.
기존 플라스틱은 원료인 석유의 고갈 문제에서 자유롭지 못하며, 수백년에서 1만년까지 분해되지 않아 플라스틱 오염을 일으킨다. 이에 따라 옥수수, 사탕수수, 콩 등으로 만드는 바이오플라스틱이 연구되고 있다. 이 플라스틱은 기존 플라스틱과 비슷한 성질이지만, 일정 시간이 지나면 미생물에 의해 분해되어 물과 이산화탄소가 된다. 따라서 탄소가 감소되며 폐기물의 퇴비 활용도 가능하다. 응용 분야는 포장, 음료수병, 자동차분야, 가전, 키보드, 인테리어 부품 등에 이르기까지 매우 다양하다. 실제로 코카콜라와 펩시 등은 음료수병에 식물기반의 원료를 사용하여 얻은 단량체(MEG)를 사용 PET사용하여 보틀을 만들고 있다. PET는 30%의 MEG와 70%의 TPA로 이뤄진 고분자이고 생분해성이 없는 플라스틱이다. 최근 식물유래로 얻어진 TPA도 개발이 되었고 100% 식물기반의 단량체를 사용 PET를 만들수 있다. 삼성전자는 2014년부터 TV와 가전 액세서리의 포장재로 바이오 플라스틱을 사용하고 있다. 하지만 지금은 기술이 발전되어있지 않아 대기업 등에서도 투자에 손을 대지 못하고 있다. 원료를 사용하여 얻은 단량체(MEG)를 사용 PET사용하여 보틀을 만들고 있다.
유럽 바이오플라스틱협회(EUBP)는 2025년에 바이오 플라스틱이 전체 플라스틱 시장의 10% 이상을 차지할 것이라는 예상을 내놓기도 했다. 이에 따라 몇몇 업체는 바이오플라스틱의 생산을 미래 산업의 육성 차원에서 접근하고 있다. 하지만 바이오플라스틱은 아직 기존 플라스틱보다 강도가 약해 활용 분야가 제한적인 상황이다.

## 성질
한국화학연구원은 바이오화학연구센터의 오동엽,황성연,박제영 박사가 바이오플라스틱 기반 생분해성 고강도 비닐봉투를 개발했다고 2019년 4월 4일 밝혔다. 이 비닐봉투는 자체 간이실험 결과 땅속에서 6개월 이내 100% 분해되는 것으로 확인됐다.
연구진은 목재펄프와 게 껍질에서 각각 셀룰로오스와 키토산을 추출해 화학처리한 후 고압 조건에서 잘게 쪼개 얻은 나노섬유를 첨가해 기계적 물성을 극대화했다. 인장 실험 시, 인장강도 65~70MPa를 기록했다. 기존 생분해성 비닐봉투와 비교시 인장 강도가 2배나 높았고 석유계 비닐봉투보다도 더 강하고 질긴것으로 판명되었다.

## 같이 보기
- 마이크로 플라스틱
- 태평양 거대 쓰레기 지대
- 생분해성 플라스틱